# Národní liga 1939/1940
Národní liga 1939/40 byla 2. ročníkem fotbalové ligy v období Protektorátu Čechy a Morava. Vítězem se stal tým SK Slavia Praha, a získal tak 1. titul v této soutěži (10. titul celkově se započtením československé ligy). Do tohoto ročníku postoupily nejlepší týmy z kvalifikačního turnaje o postup do ligy SK Viktoria Plzeň a SK Prostějov.

## Konečná tabulka
|    | Konečné pořadí     | Z  | V  | R | P  | GV  | GO | TP  | B  |
| -- | ------------------ | -- | -- | - | -- | --- | -- | --- | -- |
|    | SK Slavia Praha    | 22 | 15 | 6 | 1  | 107 | 37 | +70 | 36 |
| 2  | AC Sparta Praha    | 22 | 15 | 5 | 2  | 71  | 34 | +37 | 35 |
| 3  | SK Pardubice       | 22 | 9  | 5 | 8  | 46  | 39 | +7  | 23 |
| 4  | SK Baťa Zlín       | 22 | 10 | 3 | 9  | 52  | 63 | -9  | 23 |
| 5  | SK Židenice        | 22 | 9  | 5 | 8  | 38  | 50 | -12 | 23 |
| 6  | SK Plzeň           | 22 | 8  | 4 | 10 | 56  | 52 | +4  | 20 |
| 7  | SK Prostějov       | 22 | 9  | 2 | 11 | 47  | 48 | -1  | 20 |
| 8  | SK Viktoria Plzeň  | 22 | 6  | 6 | 10 | 61  | 68 | -7  | 18 |
| 9  | SK Viktoria Žižkov | 22 | 7  | 4 | 11 | 48  | 65 | -17 | 18 |
| 10 | SK Kladno          | 22 | 7  | 4 | 11 | 44  | 66 | -22 | 18 |
| 11 | SK Náchod          | 22 | 8  | 1 | 13 | 54  | 72 | -18 | 17 |
| 12 | SK Slezská Ostrava | 22 | 4  | 5 | 13 | 38  | 68 | -30 | 13 |

## Rekapitulace soutěže
| Národní liga 1939/40                    |                             |
|                                         |                             |
| Ocenění                                 |                             |
| Vítěz                                   | SK Slavia Praha (10. titul) |
| Vítězové domácích pohárů                |                             |
| Český pohár                             | SK Olomouc ASO              |
| Středočeský pohár                       | SK Viktoria Žižkov          |
| Pohyb v soutěži                         |                             |
| Sestupující do divize                   | SK Náchod                   |
|                                         | SK Slezská Ostrava          |
| Postupující do I. ligy                  | SK Libeň                    |
|                                         | AFK Bohemians Vršovice      |
| Nejlepší střelec                        |                             |
| Josef Bican (SK Slavia Praha) – 50 gólů |                             |

## Soupisky mužstev

### SK Slavia Praha
Alexa Bokšay (6/0/-),
Vítězslav Deršák (15/0/-),
Miloslav Kubát (1/0/-) –
Josef Bican (22/49),
Václav Bouška (21/0),
Vojtěch Bradáč (7/4),
Karel Černý (11/0),
Ferdinand Daučík (20/0),
Jaroslav Deršák (10/3),
Zdeněk Deršák (-/0),
Bedřich Jezbera (22/3),
Vlastimil Kopecký (22/25),
Otakar Nožíř (9/0),
Karel Průcha (21/0),
Jiří Sobotka (7/0),
Zdeněk Sova (1/0),
František Svoboda (3/0),
Ladislav Šimůnek (7/3),
Jan Truhlář (2/1)
Bedřich Vacek (21/11),
Čestmír Vycpálek (8/6),
Rudolf Vytlačil (6/2) –
trenér Emil Seifert

### AC Sparta Praha
Vojtěch Věchet (22/0/3) –
Jaroslav Bouček (-/0),
Jaroslav Burgr (-/0),
Josef Čtyřoký (-/0),
František Hrdý (-/0),
Čestmír Hudec (-/0),
Karel Kolský (-/1),
Josef Košťálek (-/1),
Josef Ludl (-/22),
Oldřich Nejedlý (-/17),
Vlastimil Preis (-/6),
Ľudovít Rado (-/0),
Jan Říha (-/12),
Karel Senecký (-/6),
Jaroslav Štumpf (-/0),
Bohuslav Vyletal (-/2),
Josef Zeman (13/4) –
trenér Josef Kuchynka

### SK Pardubice
Karel Horák (-/0/-) –
Zdeněk Deršák (1/0)
František Heřmánek (20/3),
Rudolf Chládek (-/6),
Josef Klus (-/0),
Arnošt Kreuz (-/5),
Václav Mrázek (-/0),
Bohuslav Praus (-/0),
Miroslav Procházka (-/8),
František Ráliš (-/0),
Josef Sedláček (-/9),
Josef Skala (2/0),
Emanuel Slavíček (1/0),
Maxmilián Synek (19/0),
Rudolf Šmejkal (-/2),
Rudolf Toman (-/9),
Jiří Zástěra (-/0),
Stanislav Zavadil (-/2),
Bohumil Zoubek (9/0) –
trenér Jaromír Skála

### SK Baťa Zlín
Stanislav Parák (21/0/2),
František Řitička (1/0/0) –
Karel Bernášek (20/0),
Josef Bolek (3/0),
Jindřich Čermák (8/1),
Mojmír Čuba (1/0),
Ladislav Čulík (2/1),
Josef Diviš (2/0),
Josef Dujsík (6/2),
Ludvík Dupal (7/4),
Josef Humpál (22/11),
Karel Humpál (1/0),
Věroslav Juránek (1/0),
Vojtěch Kastl (20/13),
Rudolf Kos (16/0),
Jaroslav Kulich (9/0),
Karel Michlovský (11/4),
Gustav Moravec (12/0),
Josef Pilát (5/1),
Gustav Prokop (14/6),
Rudolf Rössler (10/2),
František Stejskal (13/2),
Anton Ujváry (11/0),
Vladimír Vidlák (7/3),
František Vodička II (5/0),
Jaroslav Vršecký (14/0) + 2 vlastní (Čihák, Kozohorský)

### SK Židenice
Karel Burkert (20/0/3),
Kosta (2/0/0) -
František Buchta (10/4),
Jaroslav Červený II (18/3),
Josef Čurda (18/0),
Zdeněk Harnach (11/0),
Bohumil Chocholouš (13/0),
Oldřich Klimeš (10/4),
Rostislav Kocourek (5/0),
Ludvík Koubek (22/0),
Rudolf Krejčíř (16/8),
Václav Neumann (1/0),
František Novák (9/0),
Oldřich Rulc (22/7),
Ferdinand Růžička (9/0),
Jan Stloukal (21/7),
Vilém Stloukal (4/1),
Eduard Vaněk (22/2),
Karel Vít (3/0),
František Zapletal (6/1) –
trenéři Josef Kuchynka a Ota Šimonek

### SK Plzeň
Karel Poláček (22/0/1) –
Břetislav Brückner (-/0),
Václav Fiala (-/0),
František Gibic (-/9),
Antonín Hájek (17/17),
František Hájek (-/2),
Hájek (-/0),
Vojtěch Hnát (-/0),
Zdeněk Janda (-/6),
Václav Kaiser (5/2),
Rudolf Kotelnický (-/0),
Karel Kudrna II (-/0),
Gustav Moravec (-/2),
Ladislav Přibáň (-/0),
Josef Rak (-/1),
Jaroslav Rudert (-/5),
Ladislav Řežábek (-/1),
Alfréd Sezemský (-/5),
Josef Šafařík (-/1),
Oldřich Urban (-/1),
František Vančura (-/2),
Josef Vrba (-/0),
Vilém Zlatník (-/3)

### SK Prostějov
František Šrám (22/0/4) –
Rudolf Drozd (9/6),
Bedřich Frömmel (22/1),
Radoslav Hrdina (22/0),
Oldřich Juříček (22/11),
Miroslav Králík (11/0),
Jan Kubíček (3/0),
Josef Kula (16/7),
Miloš Kýr (1/0),
Vilém Lugr (17/0),
Jan Melka (22/11),
Ivan Milkin (21/1),
Josef Omachlík (22/0),
Jan Pavelka (16/8),
? Pros (1/0),
Vojtěch Smékal (12/2),
Jan Vojtíšek (1/0),
Rudolf Zgoda (2/0) + 1 vlastní (Vrba) –
trenér František Lánský

### SK Viktoria Plzeň
Jaroslav Dědič (-/0/0),
Adolf Štojdl (-/0/0) –
Josef Bedrníček (-/0),
Vladimír Benc (-/6),
Jaroslav Bešťák (-/1),
Vladimír Bína (-/3),
Anton Bíro (-/0),
Jaroslav Císař (-/0),
Václav Čepelák (-/10),
Josef Fail (-/3),
Vladimír Hönig (-/6),
Josef Hořínek (-/0),
Rudolf Hyrman (-/1),
Václav Kašpar (-/0),
František Kubáň (-/0),
Václav Lavička (-/7),
Bohumil Mudra (-/1),
Vladimír Perk (-/1),
Oldřich Prepsl (-/1),
Václav Szaffner (-/0),
Karel Trávníček (-/0),
Antonín Vališ (-/7),
Jaroslav Vlček (-/2),
Josef Zoubek (-/9)

### SK Viktoria Žižkov
Jaroslav Kraus I (-/0/-),
František Sojka (3/0/-) –
Antonín Borovička (-/1),
Vojtěch Bradáč (4/6),
Vratislav Čech (-/0),
Josef Čihák (-/0),
Karel Hloušek (-/6),
Václav Kaiser (10/6),
František Křišťál (20/8),
Josef Kubánek (2/0),
Václav Losman (4/0),
Alois Mourek (-/0),
Václav Průša (-/5),
Antonín Puč (12/7),
Josef Randák (-/1),
Václav Strejček (-/0),
Alois Velický (-/0),
Karel Votruba (-/7),
Oldřich Zajíček (-/1) –
trenér Václav Benda

### SK Kladno
Jan Biskup (-/0/-),
Karel Tichý (-/0/-) –
Jan Hanousek (-/0),
Josef Junek (-/2),
Jaroslav Kalčík (-/0),
František Kloz (12/4),
Antonín Kozohorský (-/0),
František Kusala (-/2),
Josef Kusala (-/0),
Jaroslav Liška (-/5),
Václav Nový (-/6),
Alois Pergler (-/0),
František Rašplička (-/0),
Vojtěch Rašplička (-/2),
Jan Seidl (-/17),
Karel Sklenička (-/0),
Václav Souček (-/1),
Emanuel Šmejkal (-/2),
Karel Vosátka (-/1) –
trenér Otakar Škvain-Mazal

### SK Náchod
Květoslav Klikar (8/0/-),
Oldřich Nývlt (11/0/-),
Vladimír Ringel (3/0/-) –
Josef Bartoš I (-/0),
Březina (-/5),
Jindřich Čermák (-/11),
Černý (-/0),
Václav Dobeš (-/0),
Alois Dušek (-/1),
Honzera (-/0),
František Jirků (-/1),
Knytl (-/0),
František Kuchta (-/3),
Josef Kulič (-/1),
Karel Nývlt (-/7),
Oldřich Nývlt,
Josef Pešava (-/0),
Karel Polívka (-/1),
Semerák (-/0),
Karel Schloger (-/16)
Josef Tajčner (15/0),
Jindřich Tylš (-/0),
Bajir Ulanov (-/7),
Karel Zítko (-/0)
- Oldřich Nývlt hrál i v poli.

### SK Slezská Ostrava
Emil Krischke (17/0/1),
Ferdinand Krysta (5/0/0) –
Rudolf Bartonec (21/6),
Karel Böhm (16/0),
František Dembický (12/0),
Antonín Honál (10/0),
Oldřich Horáček (5/1),
Václav Horák (2/1),
Josef Jakubec (17/1),
Jaroslav Janikovský (1/0),
Antonín Křišťál (1/0),
Bohumír Marynčák (20/0),
Josef Pastrňák (21/8),
Adolf Pleva (20/5),
Karel Radimec (5/0),
Josef Sulkovský (17/2),
Jaroslav Šimonek (21/11),
Alois Vazovič (1/0),
Josef Vnenk (16/1),
Karel Zeissberger (14/1) + 1 vlastní (Jezbera) –
trenér Antonín Křišťál